# Gabriel Borić
Gabriel Borić Font (Punta Arenas, 11. veljače 1986.) čileanski je ljevičarski političar hrvatskog i katalonskog podrijetla i izabrani predsjednik Čilea na predsjedničkim izborima 2021. godine.
U prvom krugu predsjedničkih izbora, održanih 21. studenoga 2021. godine, prošao je u drugi krug izbora gdje je pobijedio desničarskog kandidata Joséa Antonija Kasta.
Postao je najmlađi predsjednik u povijesti Čilea i drugi najmlađi državni čelnik na svijetu, kao i predsjednik Čilea izabran s najvećim brojem glasova u povijesti.
Njegovi predci po ocu doselili su se u Čile s otoka Ugljana krajem 19. stoljeća.